# Aeroportul General Rodolfo Sánchez Taboada
Aeroportul General Rodolfo Sánchez Taboada (în spaniolă Aeropuerto Internacional General Rodolfo Sánchez Taboada) (IATA: MXL, ICAO: MMML) este un aeroport din Baja California, Mexic ce deservește zona Mexicali, Baja California. Aeroportul a fost tranzitat în 2023 de 1.593.760 de pasageri. A fost numit după Rodolfo Sánchez Taboada⁠(d).
Situat la o altitudine de 23 m, aeroportul dispune de 1 pistă. Este operat de Grupo Aeroportuario del Pacífico⁠(d).

## Infrastructură

### Piste
Aeroportul dispune de o singură pistă. Pista are orientarea 10L/28R. 